# Roger Mortimer (2e comte de March)
Pour les articles homonymes, voir Roger Mortimer.
Roger VI Mortimer (11 novembre 1328 – 26 février 1360, Rouvray), 2e comte de March, fut un important noble anglais et un commandant militaire durant la guerre de Cent Ans.

## Héritage
Il est le fils d'Edmond Mortimer et d'Élisabeth de Badlesmere, et le petit-fils de Roger Mortimer, 1er comte de March.
Après la disgrâce et la pendaison de son grand-père, le 29 novembre 1330, la plupart du patrimoine familial est confisqué. Son père meurt en décembre 1331, et le jeune Roger se retrouve sous la tutelle de sa mère. Grâce à son beau-père, Guillaume de Bohun, futur comte de Northampton, il recouvre lentement la fortune de sa famille. En 1341, il reprend le contrôle de Radnor contre une rente annuelle, puis l'année suivante la baronnie de Wigmore, qui est le siège de la famille Mortimer.
Il parvient finalement à retrouver quasiment l'intégralité de l'héritage de son grand-père durant sa courte vie, malgré sa longue minorité. C'est grâce à ses qualités de combattant et aux loyaux services qu'il rend au roi qu'il retrouve peu à peu les terres confisquées de la famille.

## Par les armes
Il combat et se distingue à Crécy, pendant la campagne de 1346, ce qui lui permet de se voir restituer les terres les unes après les autres. Pour l'historien R. R. Davies, Mortimer décide qu'il ne retrouvera les terres et la dignité familiale qu'à travers un service militaire irréprochable au roi.
En 1348, il est l'un des membres fondateurs de l'ordre de la Jarretière avec le brevet n°7. La même année, il siège au Parlement en tant que baron Wigmore.
En avril 1354, le jugement prononçant la disgrâce de son grand-père est annulé par le Parlement, et il retrouve le titre familial de comte de March. Dans le même jugement, il obtient que soient rétablis ses droits envers toutes les terres de son grand-père. Dans les mois qui suivent et grâce à plusieurs décisions judiciaires, tous ses droits sont validés, et toutes les revendications de ceux qui avaient pris possessions des terres familiales sont écartées. Il retrouve donc la quasi-totalité de l'héritage familial perdu en 1330.
Après 1355, il reçoit de nombreuses charges, notamment connétable du château de Douvres, Gardien des cinq ports et il accompagne Édouard III d'Angleterre dans son expédition sur les terres de France.

## Sources
- R. R. Davies, « Mortimer, Roger (VI), second earl of March (1328–1360) », Oxford Dictionary of National Biography, Oxford University Press, septembre 2004; édition en ligne, janvier 2008.